# Draba ogilviensis
Draba ogilviensis är en korsblommig växtart som beskrevs av Hulten. Draba ogilviensis ingår i släktet drabor, och familjen korsblommiga växter. Inga underarter finns listade i Catalogue of Life.